# Unterberger Kaffee

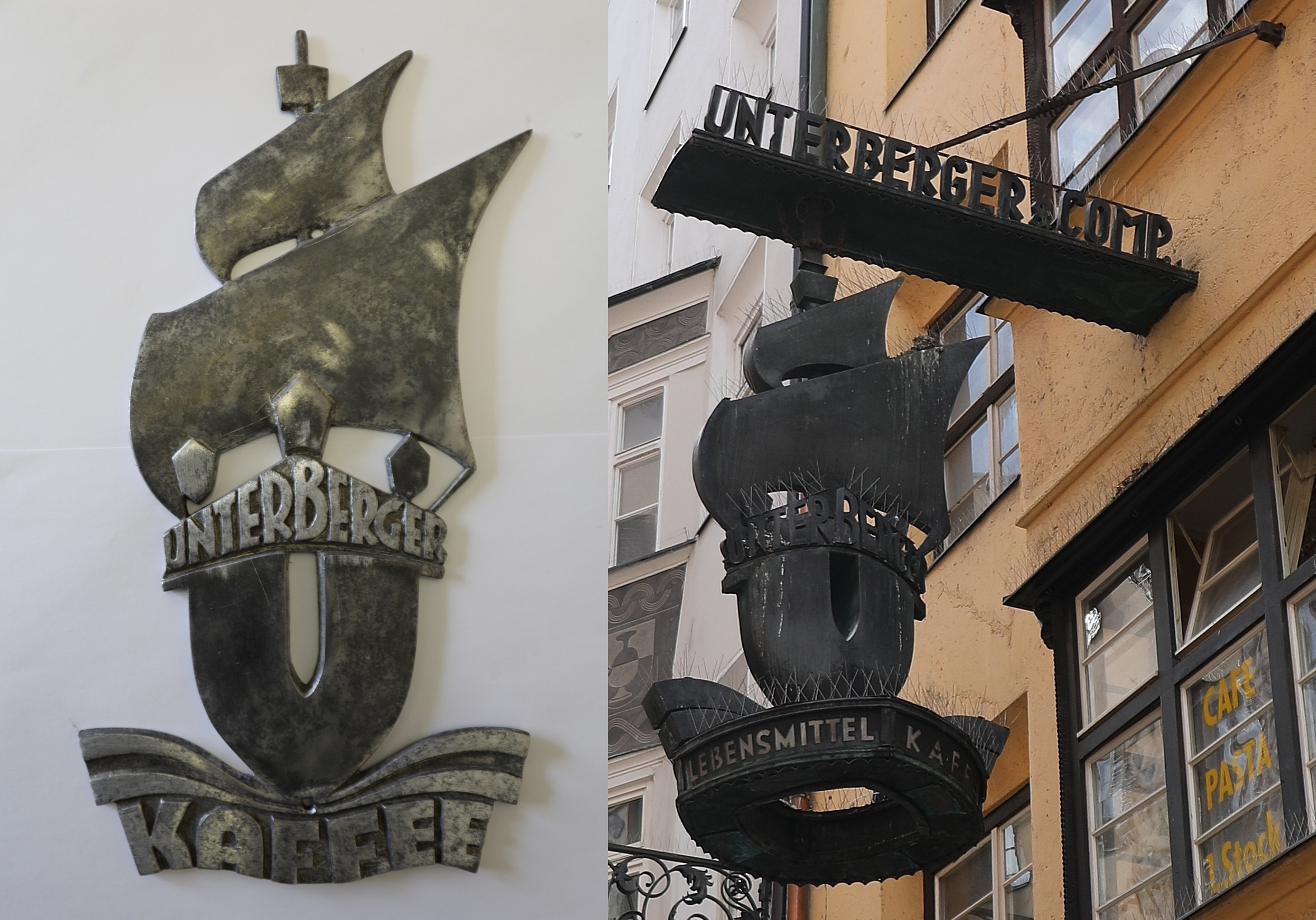
Historisches Logo von Unterberger Kaffee (links) und Nasenschild in der Innsbrucker Altstadt

Unterberger Kaffee ist eine Marke der österreichischen Kaffeerösterei BxU Independent GmbH mit Sitz in Innsbruck, das im März 2023 das Geschäft der Unterberger & Comp. KG übernahm. Die Kaffeerösterei Unterberger wurde 1768 gegründet und gilt damit als älteste noch bestehende Kaffeerösterei Österreichs.

## Geschichte
Der Vorläufer von Unterberger, eine Spezerei und Kerzenzieherei, wurde 1660 von Jakob Hueber in der heutigen Innsbrucker Herzog-Friedrich-Straße 26 gegründet. Im Jahre 1768 gelangte das Unternehmen in den Besitz von Jakob Fischnaller, der 1776 das benachbarte Gebäude dazu kaufte und eine Spezereiwarenhandlung, Wachszieherei und Lebzelterei einrichtete.
1820 wurde das Unternehmen zum Kaffeegroßhandel mit eigener Rösterei.
Ferdinand Unterberger, Johann Zacherle und Johann Lorenz übernahmen 1850 das Unternehmen, das sich von nun an Unterberger & Comp. nannte. Das Unternehmen in seiner heutigen Form wurde am 11. August 1863 gegründet und als Kolonialwarenhandlung, Tabakhauptverlag und Spedition Unterberger ins österreichische Firmenbuch eingetragen. Die geschäftlichen Hauptinteressen lagen bis 1982 in der Führung eines Großhandelsunternehmens mit Schwerpunkt Feinkost inklusive Kaffeeimport aus Mittelamerika und Afrika. Außerdem befasste sich das Unternehmen auch mit dem Groß- und Einzelhandel mit Lebensmitteln und Haushaltswaren und unterhielt drei C & C Großmärkte in Innsbruck. Im Jahre 1989 erhielt das Unternehmen die Goldene Ehrennadel der Vereinigung Österreichischer Kaufleute.
Zuletzt konzentrierten sich die Aktivitäten der Unterberger & Comp. vor allem auf den Sektor Kaffeeröstung und dessen Vertrieb. Außerdem wird Großhandel mit abgepackten Marmeladen, Zucker und Sahne betrieben.
Bis März 2023 wurde der Unterberger Kaffee der Marke Unterberger Kaffee von der Unterberger & Comp. KG vertrieben. Nachdem die Geschäftsführerin der KG, Angelika Schubert, im Juli 2022 verstorben war, wurde die Gesellschaft im März 2023 an Julian Schöpf verkauft. Das Vertriebsunternehmen firmiert aktuell als BxU Independent GmbH. Vom neuen Eigentümer wird mittelfristig eine Erhöhung der Kafeebohnenröstmenge von 20 Tonnen auf 30 Tonnen angestrebt.

## Unternehmen

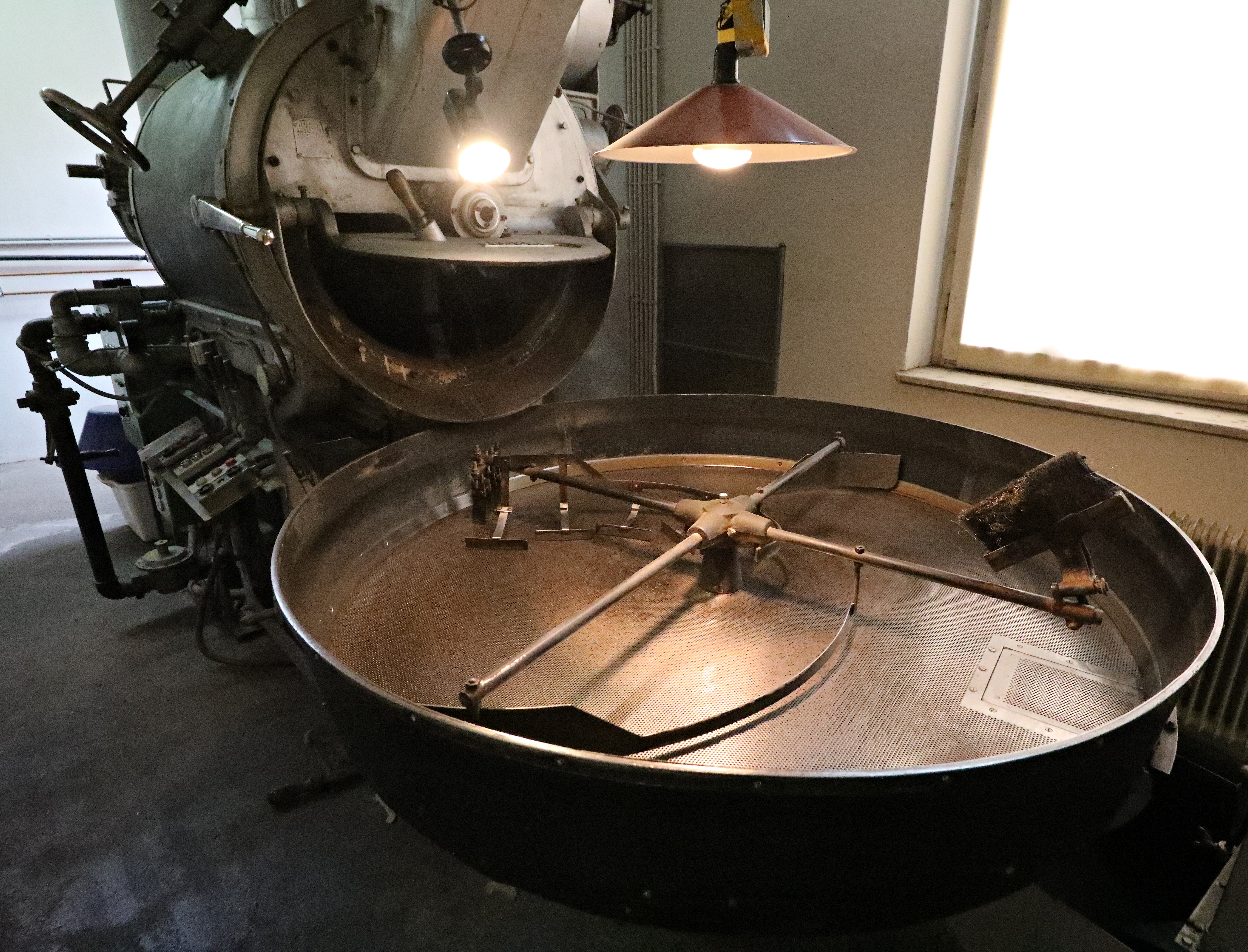
Rösterei des Typs Probat G 60 (Baujahr 1941)

Das Markenzeichen von Unterberger Kaffee ist ein Segelschiff mit voll gesetzten Segeln, das den damaligen Handel mit Kolonialwaren darstellen soll.
Rechtsform des Unternehmens BxU Independent ist die Gesellschaft mit beschränkter Haftung nach österreichischem Recht. Geschäftsführer Julian Schöpf hält 100 % der Unternehmensanteile.

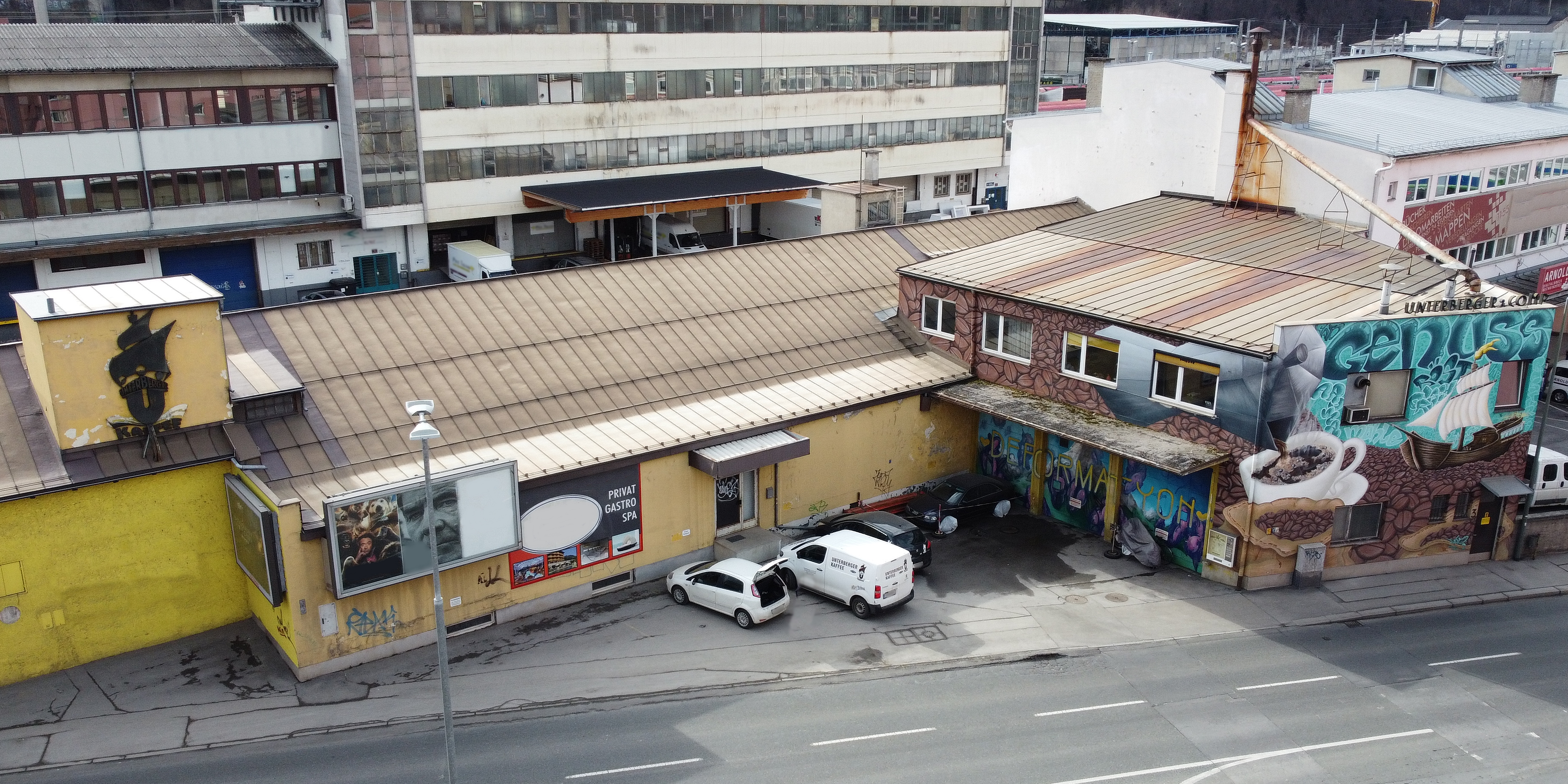
Luftaufnahme des Unternehmenssitzes in Innsbruck

Seinen Sitz hat das Unternehmen in der Egger-Lienz-Straße 3 in Innsbruck.